# Димитриу, Амфиктион Матвеевич
Амфиктио́н Димитри́у (греч. Αμφικτύων Δημητρίου, в советской греческой орфографии греч. Αμφικτιον Διμιτριυ; русская форма имени по документам Амфиктион Матвеевич Димитриу; литературный псевдоним А. Мармарино́с, греч. Α. Μαρμαρινός; 21 мая 1896 — † 1938) — греческий филолог, поэт и переводчик в Украине. По происхождению был турецким греком, и писал не по-румейски, в отличие от большинства греческих литераторов Приазовья, а димотикой, но вместе с тем внес значительный вклад в развитие литературы и культуры греков Приазовья.

## Биография
Родился в семье рыбака на Принцевых островах в северо-западной части Мраморного моря (отсюда, вероятно, и псевдоним Мармаринос) недалеко от Стамбула. В Стамбуле окончил гимназию и педагодические курсы. В 1916, чтобы уклониться от призыва в армию, эмигрировал в нейтральную Румынию. Со вступлением Румынии в Первую мировую войну на стороне Антанты (то есть против Османской империи), началось интернирование иностранцев. В августе 1917 Димитриу перебирается в Российскую империю, на Украину.
Сперва Димитриу поселился в Одессе, затем в Мелитополе, где устроился учителем в греческую школу. В 1919 он переехал в Крым, где в Феодосии открылось греческое консульство. Там Димитриу получил греческий паспорт и начал сотрудничать с консульством. После установления в Крыму советской власти работал инструктором отдела народного просвещения в Старом Крыму, был заведующим греческой школой Старого Крыма, затем заведующим греческой школой в Севастополе.
В 1926 году принимает советское подданство.
С сентября 1930 года преподавал греческий язык в Мариупольском греческом педагогическом техникуме. Одновременно читал лекции в местной партшколе, был ответственным редактором греческого журнала для подростков «Пионерос». С 1935 года стал работать литературным редактором Областного греческого издательства.
В ноябре 1933 года принял участие во Вседонецком съезде пролетарских писателей, вместе с другими греческими авторами — Георгием Костоправом и Василием Галлой.

## Творчество
Стихи писать начал в 1916, но расцвет его творчества приходится на тот период, когда он поселился в Мариуполе, где существовала греческая печать (газета «Коллективистис», альманах «Неотита»), в которой он смог публиковать свои стихи.
Тематика его поэзии — всемирное братство моряков, героизм греческих революционеров и, неизбежно для его времени, советский патриотизм. Стихотворение «Борьба» было переведено на русский Георгием Костоправом. Румейский литературный критик Арих отмечал, что ранним стихам Димитриу свойственна бессюжетность, перекличка с праздниками большевистского календаря, но далее Димитриу перешел к более сюжетной и выразительной поэзии (хотя тематика и сохранила революционно-лирический настрой).
В первой половине 1936 года анонсировался скорый выход сборника стихов Димитриу, работу над которым, как считается, остановил арест.
Переводил на греческий Пушкина, Льва Толстого, Максима Горького, Короленко. Составил и выпустил ряд филологических пособий, от букваря до греческой хрестоматии по литературе.
Стихи Димитриу переводил на украинский Михайло Чхан.

## Черты личности
По воспоминаниям Любови Саввовны Тохтамыш, ученицы Димитриу по Мариупольскому греческому педагогическому техникуму, и, в дальнейшем, его сотрудницы в Областном греческом издательстве, Димитриу хорошо владел всеми диалектами приазовских греков (хотя сам писал только на димотике) и к каждому учащемуся мог обращаться на говоре его родного села.

## Арест и посмертная реабилитация
8 апреля 1937 года Димитриу был арестован НКВД в издательстве. Ордер на арест выписал областной прокурор Роман Руденко, позднее бывший обвинителем на Нюрнбергском процессе и генеральным прокурором СССР.
Димитриу был обвинен в шпионаже в пользу Греции и руководстве греческой антисоветской организацией. В уголовном деле указывалось, что Димитриу, якобы, был завербован греческим разведчиком Симосом, когда проживал в Севастополе. В саму организацию, будто бы, входил также редактор греческой газеты «Коллективистис» Леон Лео, обвиненный в шпионаже на британскую разведку, а кроме него ряд литераторов: братья Савва и Федор Яли, Алексей Арих, П. И. Богадица, Г.Леонидас, И.Левкопулос и Георгий Костоправ. Обвинения строились на признаниях обвиняемого и выписках из протоколов допросов Саввы и Федора Яли, Михаила Тишлека, Ивана Левкопулоса, Ф. Х. Самарчидиса.
15 января 1938 года Амфиктион Димитриу был осужден «двойкой» к высшей мере наказания и расстрелян.
Все свидетели обвинения, упомянутые в деле Димитриу, также были осуждены, и впоследствии реабилитированы в 1957—1960 годах. Сам Димитриу, не имевший наследников, которые могли бы обратиться в прокуратуру, был реабилитирован только 6 марта 1964 года. Этому предшествовало обращение Георгиоса Лазаридиса 8 декабря 1963 года в Донецкую областную прокуратуру с официальным запросом. Лазаридис был выпускником Киевского института гражданской авиации и членом коммунистической партии Греции, потому его инициатива принесла результаты.

## Избранные публикации
- Первое издание азбуки (2-е изд. 1935, 3-е изд. 1936) Α.Διμιτριυ. Αλφαβιταριο. Για τα ςκολια τον ιλικιομενον τις προτις βαθμιδας. Μαριυπολι: Υκρανικο κρατικο εκδοτικο τον εθνικον μιονοτιτον, 1933. — 72 стр.
- В. Г. Короленко. Дети подземелья. Перевод А. Димитриу. Β.Κορολενκο. Τα πεδια τυ ιπογιυ. /Μεταφραςτι απτο ρυςικο Α.Διμιτριυ. Μαριυπολι: Υκρανικο κρατικο εκδοτικο τον εθνικον μιονοτιτον, 1935. — 50 стр.
- Хрестоматия по греческой словесности для начальной школы (Мариуполь, 1936), в которую вошли три собственных стихотворения Димитриу на димотике и его стихотворные переводы из Некрасова, Пушкина, Рыльского, Тычины, Шевченко. 
  - Стихотворение «Ακύς τι φυρτύνα; Θεριέβι βονκά!..» и «Αντάκςια γενιά» в «Хрестоматии по литературе...». Том 1. Мариуполь, 1935.  С. 109, 119.
  - Стихотворения «Σιβας» и «Αγονας» в «Хрестоматии по литературе...». Том 2. Мариуполь, 1936. С. 192-194.
- Литературный альманах «Молодость» за 1935 и 1937 годы, открывающийся подборками стихотворений Димитриу:
  - Νεοτιτα, № 4, 1935. С. 19-31.
  - Νεοτιτα, № 5, 1937. С. 5-17.